# Глотгер (король Кенту)
Глотгер (Хлотар) (давн-англ. Hlothhere; ? — 6 лютого 685) — король Кенту в 673 — 685 роках. Глотгер є першим королем Кенту, від якого збереглися справжні документи. Похований у Кентерберійському абатстві.

## Біографія

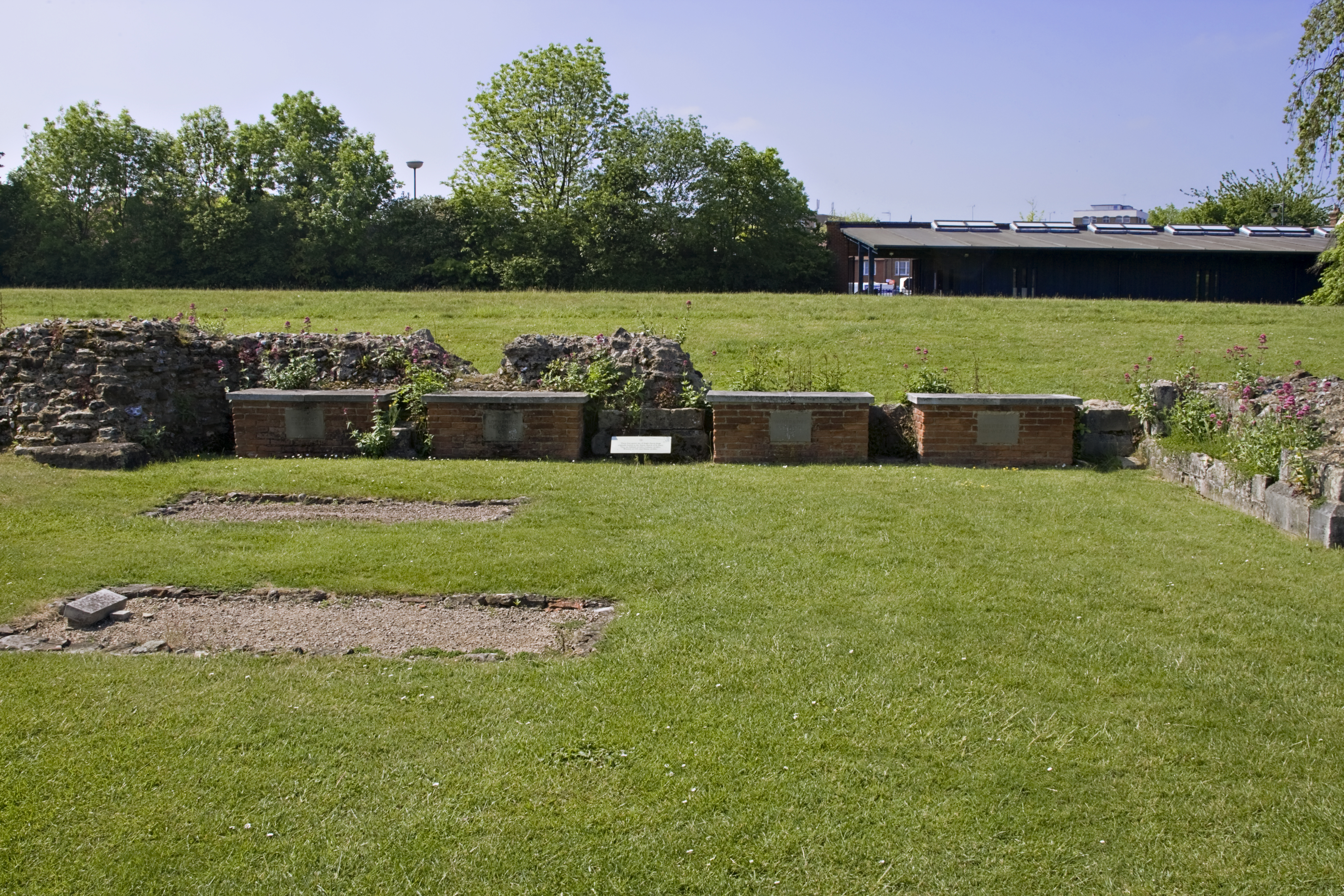
Могили чотирьох кентських королів у Абатстві святого Августина. Могила Глотгера — друга ліворуч

Глотгер був молодшим сином Ерконберта та Сексбурги, дочки короля Східної Англії Анна. У нього було дві сестри: Ерменґільда та Ерконґота (Еркенґота) та старший брат Егберт. Ерменґільда вийшла заміж за Вульфгера, короля Мерсі, а Ерконґота виїхала до Франції та стала там черницею. Глотгер став королем Кента після смерті свого брата Еґберта, так як сини останнього були ще малі. Проте Глотгера змусили взяти в співправителі Едріка, старшого сина Еґберта.
Вступив у конфлікт з королівством Мерсія. У 676 році король Мерсії Етельред I напав на королівство Кент, спустошуючи країну, руйнуючи церкви та монастирі. Було взято й зруйновано Рочестер, місце перебування єпископа західного Кенту. Однак Глотгер пережив цю навалу та продовжував правити далі.
Глотгер хотів передати трон своєму синові Річарду. Такий вчинок змусив його племінника Едріка, сина Егберта I, таємно просити допомоги у короля Суссексу Етельвала, який за нього заступився та дав йому військо.
Едрік вступив у Кент. 6 лютого 685 року у битві переміг військо Глотгера. Едріка було короновано, а Глотгер від отриманих ран помер. Глотгер був похований у Абатстві Святого Августина. Син Глотгера Річард утік до Німеччини, а помер у Тоскані.